# (4470) Sergeev-Censkij
(4470) Sergeev-Censkij es un asteroide perteneciente al cinturón de asteroides, descubierto el 31 de agosto de 1978 por Nikolái Stepánovich Chernyj desde el Observatorio Astrofísico de Crimea (República de Crimea).

## Designación y nombre
Designado provisionalmente como 1978 QP1. Fue nombrado Sergeev-Censkij en honor al escritor ruso soviético Sergei Sergeyev-Tsensky.